# کاراباش، اوبلاست چلیابینسک
شهر کاراباش، اوبلاست چلیابینسک (به روسی: Карабаш) در کشور روسیه و در اوبلاست چلیابینسک واقع شده‌است.